# 柯潜
柯 潜（か せん、永楽21年（1423年）- 成化9年8月11日（1473年9月3日））は、明代の学者・官僚。字は孟時、号は竹巌。本貫は興化府莆田県。

## 生涯
柯淳（字は原朴）と戴宜人のあいだの子として生まれた。景泰2年（1451年）、進士に及第し、状元となった。翰林院修撰に任じられた。景泰3年（1452年）4月、右春坊右中允となり、修撰を兼ねた。5月、『歴代君鑑書』の編纂に参加した。景泰4年（1454年）2月、礼部会試の同考試官をつとめた。5月、『寰宇通志』の編纂に参加した。景泰7年（1456年）5月、通志が完成すると、柯潜は司経局洗馬に転じた。天順元年（1457年）、尚宝司少卿に転じ、修撰を兼ねた。天順3年（1459年）2月、『玉牒』の編纂に参加した。
天順8年（1464年）、成化帝が即位すると、柯潜は旧宮の官僚として翰林院学士に抜擢された。成化3年（1467年）5月、『英宗実録』が完成すると、柯潜は翰林学士を兼ねたまま詹事府少詹事に転じた。成化4年（1468年）、慈懿皇太后が崩御すると、柯潜は修撰の羅璟とともに裕陵に合葬するよう請願する上奏をおこなった。廷臣が相次いで異論を唱えたため、成化帝の返答がなかった。柯潜が羅璟とともに再び上疏すると、ようやく太后は裕陵に合葬されることとなった。
続けて父母が死去したため、柯潜は官を辞して喪に服した。成化7年（1471年）4月、成化帝が国子祭酒として起用しようとしたが、柯潜は服喪期間が終わっていないことを理由に辞退した。
成化9年8月11日（1473年9月3日）、死去した。享年は51。著書に『竹巌集』8巻があった。